# Shikishima (thiết giáp hạm Nhật)
Shikishima (tiếng Nhật: 敷島) là một thiết giáp hạm thế hệ tiền-dreadnought của Hải quân Đế quốc Nhật Bản, là chiếc dẫn đầu của lớp thiết giáp hạm Shikishima vào đầu thế kỷ 20, và là một trong số sáu thiết giáp hạm (Fuji, Yashima, Hatsuse, Shikishima, Asahi và Mikasa) đã hình thành nên hàng thiết giáp hạm chính của Nhật Bản trong cuộc Chiến tranh Nga-Nhật những năm 1904-1905.

## Thiết kế và chế tạo
Tiếp theo sau cuộc Chiến tranh Thanh-Nhật (1894-1895) và bị buộc phải hoàn trả bán đảo Liêu Đông cho Trung Quốc dưới áp lực của Đế quốc Nga, Nhật Bản bắt đầu xây dựng sức mạnh quân sự để chuẩn bị cho những cuộc đối đầu trong tương lai. Đối với Hải quân, họ bắt đầu một chương trình mở rộng hải quân mười năm bằng việc đóng sáu thiết giáp hạm và sáu tàu tuần dương bọc thép làm hạt nhân.
Shikishima được đặt hàng tại xưởng đóng tàu Thames Iron Works ở London vào năm 1897. Nó được thiết kế bởi Phillip Watts, và về căn bản là một phiên bản cải tiến dựa trên lớp thiết giáp hạm Majestic của Hải quân Hoàng gia Anh Quốc. Được đặt lườn vào ngày 29 tháng 3 năm 1897, nó được hạ thủy vào ngày 1 tháng 11 năm 1898 và hoàn tất vào ngày 26 tháng 1 năm 1900.

## Lịch sử hoạt động
Shikishima về đến Kure vào ngày 17 tháng 4 năm 1900. Nó đã phục vụ trong cuộc Chiến tranh Nga-Nhật, bị hư hại trong trận bắn phá cảng Lữ Thuận, tham gia trận Hoàng Hải, và đã bị bắn trúng 10 phát trong trận Tsushima.
Sau khi chiến tranh kết thúc, Shikishima đặt căn cứ tại Sasebo và được sử dụng để tuần tra tại các khu vực của biển Đông Trung Quốc. Nó bị hư hại trong một vụ nổ vào ngày 24 tháng 7 năm 1916 và một lần nữa vào ngày 16 tháng 8 năm 1917. Được xem là lạc hậu do sự phát triển của thế hệ thiết giáp hạm Dreadnought, Shikishima chỉ phục vụ tại vùng biển Nhà Nhật Bản trong Chiến tranh Thế giới thứ nhất. Vào năm 1920, Shikishima được sử dụng như là tàu hỗ trợ, bảo vệ các cuộc đổ bộ binh lính Nhật Bản lên vùng Viễn Đông nước Nga trong vụ can thiệp Siberi. 

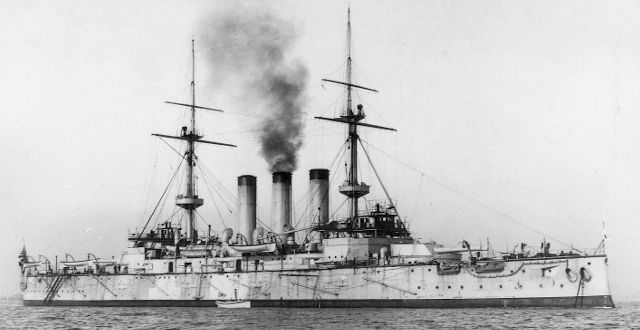
Thiết giáp hạm Shikishima.

Được tái trang bị vào năm 1921, Shikishima được xếp lại lớp như một tàu phòng duyên hạng nhất và được đưa về những nhiệm vụ huấn luyện cùng năm đó. Bị giải giáp theo những điều khoản của Hiệp ước Hải quân Washington, nó được sử dụng như một trường huấn luyện cho học viên tàu ngầm sau năm 1923. Nó được sử dụng một thời gian ngắn như là tàu vận tải, rồi được chính thức rút khỏi Đăng bạ Hải quân vào năm 1926, nhưng được cho neo đậu tại Sasebo như một lườn tàu, một trại lính nổi, và là một trung tâm huấn luyện.
Shikishima vẫn tiếp tục nổi sau khi kết thúc cuộc chiến tranh Thái Bình Dương, thoát khỏi các cuộc ném bom của Hoa Kỳ, nhưng đã không di chuyển bằng chính động lực của mình trong hơn hai thập niên. Nó bị tháo dỡ vào năm 1948 tại xưởng hải quân Sasebo.